# Chris Godwin
Rod Christopher Godwin (Middletown, Delaware, 27 de febrero de 1996) más conocido como Chris Godwin, es un jugador profesional estadounidense de fútbol americano que se desempeña en la posición de wide receiver en Tampa Bay Buccaneers, equipo de la National Football League (NFL).

## Carrera
Fue seleccionado en la tercera ronda en la Reunión Anual de Selección de Jugadores de la NFL de 2017. Hizo su debut profesional con el equipo Tampa Bay Buccaneers, donde lleva jugando siete temporadas.